# Sangre de campeón
Sangre de campeón es una novela juvenil escrita por el Mexicano  Carlos Cuauhtémoc Sánchez. La obra reúne muchos valores que la sociedad ha perdido con el paso del tiempo e indica que todos somos ganadores, aunque las cosas a veces no nos salgan como queremos. Este libro fue escrito en base a la historia de su hijo menor, Charlie  , quien en palabras de su padre vivió situaciones similares. 
El objetivo del autor es mostrar, mediante la vida de Felipe y su familia, y de como trata de superarse a sí mismo para convertirse en una mejor persona.
Los hechos de esta historia se centran en una familia de 4 integrantes, siendo el protagonista un niño de 12 años llamado Felipe.
Quien tiene que afrontar momentos difíciles en su vida, dados principalmente por su edad y la relación que tiene con su hermano menor.
Donde Felipe siente envidia por la atención que recibe Ricky de parte de sus padres por sus avances en los clavados de natación, es el punto de partida de la novela, donde Felipe tras una actuación insensata, que casi le cuesta la vida a Ricky, da pie a la trama de la novela.
En la vida de Felipe, como en la de cualquier ser humano aparecen personas y situaciones, donde él tiene que ir descubriendo que le conviene, quiénes lo aprecian y quieren de verdad.
Para acompañar a Felipe en su soledad y ayudarlo a tomar buenas decisiones aparece IVI que es como un ángel protector, una joven hermosa y tierna a la cual solo Felipe puede ver, y escuchar sus consejos, los cuales están también escritos en unos mensajes.
Un accidente que sufre Ricky, del cual se siente culpable Felipe, hace que casualmente descubran, al tratarlo médicamente, que este sufre de leucemia a la médula ósea, pero del cual gracias al empeño médico y el deseo de todos por su recuperación, se salva.
La enfermedad de Ricky es el eje central de la novela, alrededor del cual gira la vida de Felipe y de sus padres, donde Felipe se ve envuelto en situaciones personales, académicas y de amistad donde la toma de decisiones, que no siempre son las más adecuadas, traerán consecuencias que parecen difíciles de resolver.

## Narrativa
El libro está narrado en primera persona y narra detalle a detalle la vida de Felipe desde el incidente en la alberca. Aparecen pequeñas frases que expresan mensajes para reflexionar y pensar en los valores que se han perdido.

## Personajes
- Felipe: Es un niño que tiene problemas sociales y familiares, protagonista de la historia
- Ricky: Hermano menor de Felipe. Tiene 8 años.
- Padre y Madre de Felipe: El padre (Owin su nombre aparece en sangre de campeón) es empleado y la madre(Lorena cuyo nombre también es descubierto en sangre de campeón sin cadenas) es ama de casa.
- Ivi: Una chica de  aproximadamente 16 a 17 años .Sólo visible por Felipe y su padre como su maestra de la primaria en "Sangre de Campeón: Sin Cadenas", y también el padre de Felipe Owin le habla de ella como maestra pero solo Felipe sabe que es un ángel.
- Lobelo:Amigo de Felipe (Anteriormente)
- Señor Izquierdo: El Padrastro de Lobelo que lleva a su hijasto por el mal camino
- Roberto: Amigo de Lobelo

## Lugares en los que se desarrollan los hechos
- El club deportivo: La historia comienza allí, Felipe accidentalmente casi mata a su hermano cuando éste cae al vacío en el hueco.
- La Casa de Felipe: Allí transcurren la mayoría de los hechos.
- La Escuela: Allí Felipe queda encerrado en el sótano por culpa de Lobelo y conoce a Ivi. También ocurre el malentendido con el director cuando supuestamente Felipe lo insultó por escrito, pero fue una broma más de Lobelo.
- La Calle Principal: En la calle se desarrollan varios momentos importantes en la historia, incluido su final.
- El hospital: Donde Riky es hospitalizado.